# Астер Ганно
Астер Ганно (оромо Asteer Gannoo; ок. 1872—1964) — эфиопская (из народа оромо) учительница и переводчица, работавшая с более известным Онесимосом Несибом над переводом Библии на язык оромо, опубликованным в 1899 году. Пережив похищение и обращение в рабство в раннем возрасте, а затем обретя свободу и получив образование от христианских миссионеров, она смогла встать у истоков литературы и современной педагогики на языке оромо.

## Биография
Астер (которую называли по имени в соответствии с эфиопским обычаем), хотя и родилась свободной на территории современного региона Оромия, позднее была порабощена царём Лимму-Эннарея. Она была освобождена в 1886 году, когда итальянские корабли перехватили судно, перевозившее её для продажи на Аравийском полуострове. Затем её увезли в Эритрею, где ее приняла и обучила школа Имкуллу Шведской евангелической миссии.
Переводчик Библии Онесимос быстро «обнаружил, что Астер наделена значительными умственными способностями и обладает настоящим чутьём на язык оромо» (Arén 1978:383). Ей было поручено составить словарь языка оромо, который впервые был использован при редактировании перевода Нового Завета, опубликованного в 1893 году.
Астер также перевела книгу библейских историй и записала пятьсот традиционных загадок, басен, пословиц и песен народа оромо, многие из которых были опубликованы в сборнике для начинающих читателей (1894). Позже она работала с Онесимосом над составлением сборника гимнов оромо. Арен сообщает, что значительная часть собранного ею фольклора до сих пор не опубликована, хотя и хранится в семье Хайландер (1978:384, fn. 71).
Когда Астер и Онесимос завершили перевод Библии на язык оромо, он был напечатан в 1899 году. Хотя на титульном листе и в истории указано, что переводчиком был Онесимос, похоже, вклад Астер до сих пор не оценён по достоинству.
В 1904 году Астер вместе с Онесимосом и другими оромо смогли перебраться из Эритреи обратно в Уоллегу, где они основали школы. Сама Астер работала учительницей в Нэкэмте.